# Avstrijsko cesarstvo
Avstrijsko cesarstvo (nemško Kaiserthum Österreich), arhaično tudi Austrijansko cesarstvo je bila država, ki je obstajala od leta 1804 do leta 1867. 
Cesar Svetega rimskega cesarstva Franc II. je 11. avgusta 1804 proglasil habsburške posesti za dedno Avstrijsko cesarstvo. S tem je odgovoril na Napoleonovo kronanje za francoskega cesarja. Kot avstrijski cesar je privzel vladarsko ime Franc I.
Dve leti kasneje je bilo Sveto rimsko cesarstvo razpuščeno. Po Napoleonovem porazu je bila na dunajskem kongresu Evropa politično na novo oblikovana. Nemške države so bile povezane v Nemško zvezo. Oblike vladavin in družbeni odnosi pa so ostali nespremenjeni, kar je v mnogonarodnostnem Avstrijskem cesarstvu povzročalo vse več nezadovoljstva in nemirov. V revolucionarnem letu 1848 se je moral osovraženi Metternichov sistem vladanja umakniti. Madžari so proglasili republiko, ki pa je mladi cesar Franc Jožef ni priznal in jo je s pomočjo Rusije s silo zatrl, Madžare pa kaznoval z izgubo vseh tradicionalnih državniških pravic. V cesarstvu je ponovno zavladal strogi, a dosti dobro centralno organizirani Bachov absolutizem.
Potem ko se je zavezništvo z Rusijo in Prusijo skrhalo in je Francija podprla italijanski boj za združitev Italije, je Avstrija na bojnem polju izgubila večji del svojih italijanskih ozemelj (1859). Začela je iskati ustavno rešitev, ki bi zadovoljila narode, ki so ostali v cesarstvu. Med tem je Bismarckovo prizadevanje, da bi Prusiji zagotovil hegemonijo nad nemškimi državami, Avstrijo, po nemški vojni, izrinilo iz zveze nemških držav (1866). Dogovori med Avstrijci in Madžari so naslednje leto pripeljali do medsebojne poravnave in sprejetja ustave, ki je cesarstvo preoblikovala v dvojno, Avstro-ogrsko monarhijo.

## Razglasitev Avstrijskega cesarstva
Potem ko so avgusta 1792 francoski revolucionarji na begu prestregli in priprli francoskega kralja in njegovo habsburško soprogo Marijo Antoaneto, so od Avstrije zahtevali razorožitev in preklic njene obrambne zveze s Prusijo. Mladi cesar Franc II., Antoanetin nečak, ki je ravnokar prevzel oblast, je ultimat zavrnil, nakar je zakonodajna skupščina Francoske republike na pobudo žirondistov Avstriji napovedala vojno. V odgovor sta avstrijska in pruska vojska avgusta prestopili francosko mejo. Toda pričakovanje, da bodo njune, v bojih preizkušene čete, z lahkoto zavzele Pariz, se je izkazalo kot neutemeljeno. Po neuspešnem obstreljevanju Valmyja (september 1792) so se začele umikati in francoska revolucionarna armada je prešla v protiofenzivo. Po tem, ko so revolucionarji usmrtili francoskega kralja Ludvika XVI., so se na strani Avstrije in Prusije v vojno vključile še Velika Britanija, Republika Nizozemska, Španija, Sardinija, Neapelj, Portugalska in nemški državni stanovi. Prva protifrancoska koalicijska vojna (1792–97) je prinesla polno preobratov. V zadnjih dveh letih vojne se je na bojiščih severne Italije uveljavil francoski vojskovodja Napoleon Bonaparte, ki je tam dosegel vrsto zmag. Vojna se je končala z mirom v Campo Formidu (oktober 1797). Avstrija je morala Franciji odstopiti Avstrijsko Nizozemsko in Lombardijo, dobila pa je večino kopenskega dela Beneške republike z Benetkami, Istro in Dalmacijo. Cesar Franc II. je moral Francozom obljubiti, da se bo zavzemal za odstopitev ozemelj na levem bregu Rena Franciji.
Da bi končale francosko osvajalno politiko, so se v drugo koalicijo proti Franciji združile Velika Britanija, Rusija, Avstrija, Portugalska, Neapelj, Turčija in nekaj nemških kneževin (Prusija je ostala nevtralna). Tudi druga koalicijska vojna (1799–1801/2) se je končala z zmago Francije. Napoleon, ki je novembra 1799 v Franciji z državnim udarom prevzel oblast, je zavzel severno Italijo do reke Mincio. Potem ko je njegova vojska prodrla preko Rena vse do Linza, je cesar Franc II. sklenil mir v Lunévillu (februar 1801). Določila miru niso mnogo odstopala od tistih v Campo Formidu. Levi breg Rena je bil dokončno prepuščen Franciji; dogovorjeno je bilo da bodo nemškim knezom izgubljena ozemlja na levem bregu Rena nadomestilis cerkvenimi ozemlji na desnem bregu, kar se je dejansko zgodilo (ob sodelovanju Francije in Rusije) na reichstagu Svetega rimskega cesarstva leta 1803. Avstrija je na levem bregu Rena izgubila le majhno grofijo Falkenstein, Breisgau in Ortenau pa je morala odstopiti vojvodi Modene. Potrjena je bila avstrijska oblast nad Benečijo, Istro in Dalmacijo; Avstrija jedobila ozemlja knežjih škofij Trento in Brixen, ki sta dejansko že dolgo tvorili del Tirolske; habsburški nadvojvoda Toskane je dobil Salzburg (vključno Berchtesgaden).
Avstrijska zunanja politika je pod vtisom francoske premoči začela delovati zelo previdno. Prišlo je do sprememb v državni upravi, ki se je oddaljila od centralističnih tendenc jožefinskih reform. Na čelo dvornega vojaškega sveta je bil postavljen cesarjev mlajši brat, nadvojvoda Karel, ki je krepil vojsko in vpeljal 10-14 letno vojaško dolžnost namesto prejšnje doživljenske. Javnost sta nadzorovali policija in cenzura.
Maja 1804 se je Napoleon oklical za cesarja Francije (2. decembra se je kronal v pariški cerkvi Notre-Dame v prisotnosti papeža Pija VI.), v čemer je dunajski dvor videl naravno posledico njegovega prevladujočega položaja in je kronanje ocenjeval celo pozitivno, kot preseganje revolucionarne oblasti. Za dunajski dvor pa je bilo neugodno, da so bile z razširitvijo Francije do Rena odpravljene nekdanje cerkvene škofije (Trier, Köln, Mainz), ki so v kolegiju volilnih knezov vedno podpirale habsburškega kandidata; izvolitev Habsburžana za cesarja Svetega rimskega cesarstva je tako postala nezanesljiva. Zato so na dunajskem dvoru začeli razmišljati o dednem cesarstvu, ki bi bilo francoskemu vsaj enakovredno. Cesar Svetega rimskega cesarstva Franc II. se je tako 7. decembra 1804 s cesarskim patentom imenoval za "cesarja Avstrije" (Franca I.); naslov je implicitno veljal tudi za Madžarsko, pri čemer je bilo izrecno poudarjeno, da ustave in pravice dežel ostajajo neokrnjene. Pravno je bil postopek izpodbiten, ker ni bilo pridobljeno soglasje državnih stanov in volilnih knezov; sicer pa je bil Franc še vedno tudi cesar Svetega rimskega cesarstva; to je bilo izgubljeno šele po ponovnem porazu na bojnem polju.

## Napoleonske vojne (1804–1814)

### Napoleon podredi Avstrijo in Prusijo
Potem, ko je Napoleon po tretji koalicijski vojni (1803-1805) opustil načrte za invazijo na Anglijo, se je usmeril proti Avstriji. Ta je avgusta 1805 pristopila k angleško-ruski protifrancoski koaliciji, ki so se ji pridružili tudi Švedi. Južnonemške kneževine Baden, Württemberg in Bavarska so stopile na stran Napoleona.
Avstrijski general Mock je skozi Bavarsko prodrl že do reke Iller, ko je Napoleon iz Boulogne-sur-Mer ob Rokavskem prelivu prišel s svojo vojsko na bojišče hitreje, kot so pričakovali. Obšel je Mockovo vojsko in ga oktobra 1805 v Ulmu prisilil, da se je predal s svojimi 223.000 možmi. Napoleon je 13. novembra 1805 zasedel Dunaj in prečkal Donavo. Med tem je ruski general Kutuzov (po uspešnem spopadu pri Loibnu) pripeljal rusko vojsko na Moravsko. Osebno je bil prisoten tudi car Aleksander I.
Položaj zaveznikov pred spopadom ni bil slab, ker so bile na poti vojaške okrepitve (vojski nadvojvod Karla in  Janeza in nove ruske čete), med tem ko je bila Napoleonova vojska daleč od svojih oporišč in v začetku decembra neopremljena za zimsko bojevanje poleg tega je bilo pričakovati napad Prusov, ki so bili močno nerazpoloženi zaradi francoske kršitve njihovih ozemelj v kneževini Ansbach-Bayreuth Odlašanje spopada bi bilo v njihovo korist. Toda vojaška nečimrnost carja Aleksandra je (kljub nasprotovanju Kutuzova) pripeljala Avstrijce in Ruse do tega, da so 2. decembra tvegali spopad pri Slavkovu (bitka treh cesarjev) in bili hudo poraženi. Po porazu je car prepustil Avstrijo njeni usodi in se vrnil v Rusijo.
Pruski pogajalec je v palači Schönbrunn na Dunaju sklenil z Napoleonom pogodbo, po kateri so Prusi dobili v zameno za Ansbach-Bayreuth od Francozov zasedeni Hannover. Avstrija je bila tako na pogajanjih v Bratislavi povsem osamljena in je morala sprejeti težke mirovne pogoje: Benečija, Istra in Dalmacija so pripadle na novo ustanovljenemu Italijanskemu kraljestvu; prednjeavstrijske dežele (ki so še ostale, večinoma so bile to staro-habsburške dežele) so priključili (ob nasprotovanju prebivalstva) Napoleonovim nemškim zaveznikom, Bavarska pa je dobila k temu še Tirolsko (s Predarlsko, Brixnom in Trentom); v skromno povračilo za to izgubo je Avstrija dobila Salzburg z Berchthesgadnom, nadvojvoda Ferdinand Toskanski (kateremu so to ozemlje dali v Lunévillu) pa je bil odškodovan z veliko vojvodino Würzburg.
Napoleon se je nekaj časa ukvarjal z mislijo, da bi si nadel naslov cesarja Svetega rimskega cesarstva in obnovil vladavino Karla Velikega. Zaradi odklonilnega stališča dunajskega dvora je to misel opustil in ustanovil Rensko zvezo, katere člani so razglasili izstop iz Svetega rimskega cesarstva. Cesar Franc je v takšnih razmerah in po hudih grožnjah Napoleona 6. avgusta 1806 odložil krono Svetega rimskega cesarstva in objavil njegovo razpustitev.
V istem in sledečem letu je Napoleon v prusko-francoski vojni (1806–07) s hitrimi in premišljenimi napadi premagal Prusijo. Porazu so sledili za Prusijo uničujoči mirovni pogoji: izgubila je skoraj vsa ozemljazahodno od Labe, močno je morala zmanjšati vojsko francoske posadke pa so zavzele njene najvažnejše utrdbe. Avstrijski cesar Franc je tedaj odklonil (morda ne čisto resno mišljeno) Napoleonovo ponudbo, da vrne Avstriji za ceno zavezništva Šlezijo. Zaradi francoske premoči je bilo v avstrijskem in ruskem interesu, da Prusija popolnoma ne propade. Po drugi strani so Avstrijci, ki so pospešeno krepili svojo vojsko, odklonili tudi prusko in rusko zavezništvo. Po miru v Sovetsku (Kaliningrajska oblast, julij 1807) je bila Avstrija prisiljena, da se priključi Napoleonovi celinski zapori proti Angliji, kar pa je tudi koristilo domači industriji, ki se je znebila močnejšega konkurenta.

### Avstrijska vstaja
Po bratislavskem miru so avstrijski zunanji minister, grof Johann Philipp Stadion in avstrijsko javno mnenje začeli vzpodbujati k uporu proti Francozom. Krepila se je vojna stranka, h katere stališčem se je nagibal tudi avstrijski poslanik v Parizu grof Klemens Wenzel von Metternich, pa tudi nadvojvoda Janez ji je bil blizu. V vojaški uspeh je bil manj prepričan nadvojvoda Karel, čeprav je bila vojska precej okrepljena in so bile na novo ustanovljene deželne obrambne enote.
Februarja 1809 so se dunajski odgovorni državniki odločili, da tvegajo vojno. Toda kmalu se je pokazalo, da razen Anglije in vojaško šibke Švedske ne bodo imeli zaveznikov. Rusija je stopila na stran Francije. Prusija je v danih okoliščinah ostala nevtralna. Boji niso potekali po pripravljenih načrtih. Glavna armada nadvojvode Karla je vdrla frontalno preko Inna, šibkejše čete pod nadvojvodo Ferdinandom Toskanskim proti Varšavski vojvodini in čete pod nadvojvodo Janezom v zgornjo Italijo. Napoleon je bil spet presenetljivo hitro na prizorišču. Na območju Regensburga je v vrsti spopadov odbil Avstrijce, vdrl v Zgornjo Avstrijo in maja 1809 zavzel Dunaj. Na drugih frontah je bil položaj ugodnejši. Ferdinand je zavzel Varšavo. Uspešna je bila sprva vstaja Andreasa Hoferja na Tirolskem (načrtovana s sodelovanjem dvora). Tudi na glavnem bojišču je Napoleon doživel 21. in 22.maja pri Aspernu in Eßlingnu prvi poraz, a je, potem ko je dobil ojačitve, z močnejšo vojsko odločilno zmagal v bitki pri Wagramu (5. in 6. julij 1809). Po nadaljnjem kratkem boju pri Znojmu je nadvojvoda Karel sklenil s Francozi premirje. Cesar Franc mu je odvzel vrhovno poveljstvo.
Med mirovnimi pogajanji v Schönbrunnu je poskus atentata na Napoleona povzročil veliko razburjenje. Mirovni sporazum (oktober 1809) je bil za Avstrijce boleč: Salzburg, Innviertel in del Hausrückviertla so bili priključeni Bavarski; iz vzhodne Tirolske, Koroške južno od Drave, Kranjske in Hrvaške južno od Save so bile skupaj z Istro in Dalmacijo, ki sta bili od Avstrije ločeni že leta 1805, ustanovljene francoske Ilirske province, s čimer je Avstrija izgubila dostop do morja; Avstrija je izgubila Galicijo; plačati je morala veliko vojaško odškodnino in zmanjšati vojsko na 180.000 mož.
Med pogajanji so se Tirolci, do katerih so prihajale različne, nasprotujoče si informacije o mirovnih pogovorih (tudi domnevna izjava cesarja Franca, da ne bo dopustil nobenega sporazuma, ki bi Tirolsko ločil od Avstrije), nadaljevali svoj junaški upor. Dvor jih je pustil na cedilu. Po večkratnih preobratih so bili premagani, njihova glavna voditelja pa usmrčena. Da bi zmanjšal moč upora Tirolcev, je Napoleon od Tirolske (ki je bila pred uporom vsa pod Bavarsko) ločil Južno Tirolsko z Bolzanom, ki jo je priključil Italiji, ostalo, vključno Merano in Brixen, pa je pustil Bavarski.

### Prilagajanje Napoleonu
Po schönbrunnskem miru je postala Avstrija v veliki meri odvisna od Francije. V cesarstvu je prevladal konservativni absolutizem, katerega pristaš je bil tudi novi vodja avstrijske zunanje politike, grof Metternich. Ravno njegovi spretni in previdni diplomaciji je pripisati, da je Avstrija kljub porazom še vedno imela sprejemljiv položaj v sistemu evropskih držav. Proti Franciji je začel voditi prilagodljivo realistično politiko. Prvi vidni uspeh (in žrtev) te politike je bila poroka cesarjeve hčerke Marije Luize z Napoleonom. Če pa so si Avstrijci s tem obetali omilitev schönbrunnskih mirovnih pogojev, so se motili; podaljšanje roka za poplačilo vojne škode je bil edini Napoleonov popust. Denarno stisko je Avstrija reševala s tiskanjem papirnatega denarja, katerega vrednost je hitro padala. Avstrijska valuta se je opomogla šele po Napoleonovih vojnah.
Avstrija je s 30.000 vojaki sodelovala, tako kot Prusi, v Napoleonovem napad na Rusijo. Njihov poveljnik knez Karl Philipp zu Schwarzenberg je od vsega začetka nameraval prizanašati svojim možem in se je pri povratku iz Moskve uspel izogniti katastrofi "velike armade". Enako previdno se je obnašal Metternich, ki je leta 1813 ukrepal proti zaroti organizacije Alpenbund, ki je načrtovala ponovno vstajo Tirolcev, ki bi Tirolsko spravila v nevarnost istočasnega napada iz Bavarske in severne Italije. Pri načrtovanju vstaje je sodeloval tudi nadvojvoda Janez in si s tem nakopal policijski nadzor in prepoved vstopa v Tirolsko.

### Četrta protifrancoska koalicija. Padec Napoleona
Med Napoleonovim begom iz Rusije so se Rusi in Prusi ponovno povezali. Metternich je ponudil mirovno posredovanje med Napoleonom in prusko-rusko alianso, toda Napoleon njegovega predloga ni sprejel. Francozi so dosegli v maju 1813 pri Großgörschnu in Budyšinu še nekatere vojaške uspehe. Med premirjem, sklenjenem v Poischwitzu, ko so se vse strani še kar oboroževale, je bila izoblikovana četrta protifrancoska koalicija (Rusija, Prusija, Avstrija, Velika Britanija, Švedska), Metternich pa je postal njen politični vodja. Na mirovnem kongresu, sklicanem v Pragi, Napoleon ni hotel sprejeti predloga zaveznikov, ki so zahtevali: likvidacijo Vojvodine Varšave, vrnitev poljskih ozemelj in Gdanska Prusiji, Ilirskih provinc Avstriji in razpustitev Renske zveze.
Po izteku premirja (11. avgust 1813) je Avstrija napovedala Franciji vojno. Nasproti so si stale močnejše sile, kot v vseh prejšnjih bojih. Številčno so bili zavezniki celo nekoliko močnejši, imeli pa so težave koalicijskega dogovarjanja. Car Aleksander je spet precenjeval svoje sposobnosti. Nazadnje je bil določen za vrhovnega poveljnika knez Karl Philipp zu Schwarzenberg, ki ni bil posebno dober vojskovodja, kot izkušen diplomat pa je znal obvladovati občutljive kronane glave v svojem taboru.
Pred odločilno bitko je Napoleon še dosegel obrambno zmago pri Dresdnu (26.–27. avgust), potem pa se je umaknil na položaje pri Leipzigu. Odločilno bitko narodov pri Leipzigu (14., 16.–18. oktober), v kateri je bilo mrtvih ali ranjenih blizu 100.000 vojakov, so zavezniške armade vodile po načrtih vodje avstrijskega generalštaba Josefa Radetzkega in jo odločile v svojo korist. Napoleonu se je posrečilo prebiti na zahod in prepeljati svoje čete nazaj čez Ren. Še pred koncem leta 1813 je avstrijska vojska zavzela Ilirske province in Benečijo.
Zavezniki so na kongresu v Châtillon-sur-Seine (februar 1814) predlagali mejo iz leta 1792. Toda Napoleon je tudi to ponudbo zavrnil, na kar so zavezniki po treh zmagah na bojnem polju 31. marca 1814 vkorakali v Pariz. Vodilni francoski državnik Talleyrand se je odločil za restavracijo Burobonov in tudi vrhovni poveljniki so se odvrnili od Napoleona, ki se je moral brezpogojno odpovedati prestolu.
Po kratkih pogajanjih v Parizu je bil 30. maja 1814 sklenjen prvi pariški mir, v katerem so bili zavezniki do Francije zelo prizanesljivi; lahko je celo obdržala nekatere pridobitve revolucije, predvsem Savojo (ki pa jo je naslednje leto, z drugim pariškim mirom, izgubila). Dogovorili so se, da bodo za ureditev obsežnejših evropskih vprašanj sklicali kongres na Dunaju.

## Dunajski kongres
Zasedanje najodličnejših knezov in diplomatov na Dunaju, od 18. septembra 1814 do 9. junija 1815, je bil politični in družabni dogodek, kakršnega Evropa dotlej še ni videla. Poleg ruskega carja Aleksandra I. in pruskega kralja Friderika Viljema III. je na Dunaj prišlo še približno 250 drugih zastopnikov knežjih hiš s spremstvom. V mesto se je nagnetlo skoraj 100.000 obiskovalcev. Sicer varčni cesar Franc I. je kot gostitelj storil vse, da so se gostje primerno zabavali in veselili.
Uradnemu delu kongresa je predsedoval avstrijski zunanji minister grof Metternich. Francijo je energično in spretno zastopal zunanji minister vojvoda Talleyrand, ki se mu je kmalu posrečilo doseči, da so ga v krogu zmagovitih sil upoštevali kot enakovrednega partnerja. Med pogajalci se je izoblikovala nova fronta: na eni strani so bile Avstrija, Anglija in Francija, na drugi Prusija in Rusija. Težave reševanja saškega in poljskega vprašanja so začetkom leta 1815 pogajanja tako zaostrile, da sta si skupini grozili z novo vojno. Končno je le prišlo do kompromisa v smislu ravnotežja sil. Poročilo o povratku Napoleona z Elbe v Francijo je poenotilo velesile in po premoru stotih dni so bili 9. junija, še pred bitko pri Waterlooju, zaključki podpisani.
Avstrijski pogajalci so bili z ozemeljskimi rešitvami lahko zadovoljni:
- vrnjena so jim bila stara dedna območja Tirolska, Predarlska, Koroška in Kranjska; k temu so dobili še salzburško deželo (brez Flachgaua na levem bregu Salzacha in Berchtesgadna), za kar pa so se morali odpovedati svojim ozemljem v Porenju, zlasti je bila boleča izguba Breisgaua
- v Italiji so spet dobili Lombardijo in Benečijo (kot Lombardsko-beneško kraljestvo), veliko vojvodino Toskano (ki ji je kot vzporedni habsburški državi vladal Ferdinand III., cesarjev brat) in vojvodino Modeno (pod Francem IV. iz habsburške stranske veje d'Este);poleg tega so bile vojvodine Parma, Piacenza in Guastalla dodeljene Napoleonovi ženi Mariji Luizi in njenemu sinu
- Avstriji so spet pripadle Ilirske province, ki so nekaj časa (brez Dalmacije in Vojne krajine) kot Ilirsko kraljestvo predstavljale posebno upravno enot, kasneje pa so bile spet razdeljene, v glavnem po starih provincialnih mejah. Dalmacija je ostala posebno kraljestvo v sklopu avstrijskih dežel
- na vzhodu je Galicija, brez Krakova z okolico, postala avstrijska kronska dežela (Krakov je postal sovobodna država)
- Avstrija se je že od vsega začetka odpovedala Avstrijski Nizozemski (ki je bila skupaj z Republiko Nizozemsko združena v  kraljevino Nizozemsko).

Kar zadeva Nemčijo, so kongresniki 35 kneževin, ki so se izoblikovale po razpustitvi Svetega rimskega cesarstva, in 4 svobodna mesta povezali v Nemško zvezo. Zvezni parlament v Frankfurtu, ki mu je predsedovala Avstrija, je bil njen edini zvezni organ.
Septembra 1815 je bila v Parizu na pobudo carja Aleksandra I. ustanovljena politična in vojaška zveza sveta aliansa; sprva so jo podpisali ruski car, avstrijski cesar in pruski kralj, kmalu pa so k njej pristopile vse evropske države razen Anglije, papeža in turškega sultana, kateremu so kot nekristjanu pristop preprečili. Sveta aliansa naj bi v duhu krščanstva skrbela za ohranitev "vere, miru in pravičnosti" (in ohranjala politično ureditev, postavljeno na dunajskem kongresu).

## Družbeni nemiri. Sistem Metternich
Vodilnim politikom dunajskega kongresa so bile demokratična in liberalna prizadevanja narodov tuja in nesimpatična in se tako niso niti lotili nobenega od velikih problemov časa: nemškega, italijanskega in poljskega narodnostnega vprašanja. Nevarne napredne ideje so v celoti zavrnili in se še trdneje oprijeli ideje krščanskega sprejemanja pokorščine vladarju, ki naj bi jo usklajeno uveljavljali. Tako je bila tudi avstrijska zunanja politika v celoti usmerjena v sodelovanje s prijateljskimi silami proti revolucionarnim gibanjem.
Družbeni nemiri, ki so izbruhnili v Neaplju so vodili k sklicanju kongresov Opavi (november 1820) in v Ljubljani (januar–maj 1821), na katerih so se dogovorili za posredovanje avstrijskih čet. Te so površinsko hitro umirile položaj, tako kot tudi malo kasneje v Piemontu, niso pa prispevale k priljubljenosti avstrijske oblasti v Italiji. Kongres v Veroni (jeseni 1822) je bil posvečen revolucionarnim gibanjem v Španiji in njenih kolonijah, ukvarjal pa se je tudi že z grškim vprašanjem. Osvobodilni boj grškega naroda je požel v nemškem javnem mnenju veliko navdušenega občudovanja. Podpreti sta ga želeli tudi Anglija in Rusija, Metternich pa se je bal ruskega vpliva na Balkanu in se ni hotel vmešavati v "legitimno" gospostvo turškega sultana. Toda nasprotna stran je bila bolj aktivna in močnejša. Leta 1827 je prišlo do intervencije angleško-francoskega ladjevja in ruske armade. Londonski kongres je leta 1830 potrdil grško samostojnost.
Vzporedno so se zunaj uradne politike vrstili dogodki, ki so kazali na nezadovoljstvo naprednega dela nemške družbe z vladno politiko v večini delov cesarstva. Leta 1817 se je npr. praznovanje na gradu Wartburg (Wartburgfest) sprevrglo v demonstracijo demokratičnega in narodnostnega mišljenja nemških študentov. Na ministrski konferenci v Karlovih Varih (avgust 1819) so bili sprejeti sklepi (septembra ratificirani v zveznem zboru) proti "demagoškemu rovarjenju", ki so vpeljali nadzor nad univerzami, mladinskimi in športnimi društvi in okrepili cenzuro; v veljavi so bili vse do leta 1848.
Francoska julijska revolucija leta 1830 je prinesla prvi globok vdor v konservativni evropski sistem. Odmev dogodkov je bil tudi v Avstriji pomemben, vendar je državna oblast tu in v Nemčiji, kjer je prišlo do zapoznelih lokalnih demonstracij, na zunaj opravila z vsemi težavami. Na Apeninskem polotoku so avstrijske čete posredovale vnemirih v Modeni, Parmi in cerkveni državi. Poljsko vstajo je po težkih bojih zadušila ruska vojska. V Belgiji pa je zmagala revolucija in odtlej so imele v zahodni Evropi liberalne sile pobudo.
Po letu 1830 se je tudi v Avstriji povečalo nezadovoljstvo proti obstoječim razmeram. Glavni krivec je bil v očeh demokratičnih in liberalnih kritikov Metternich, ki je s svojim delovanjem od leta 1821 povrnil kanclerskemu položaju veljavo iz časov kneza Kaunitza. Bil je najbolj osovražen državnik,posmehljivo imenovan Fürst von Mitternacht (knez polnoči), "sistem Metternich" pa je postal pojem za reakcionarno obliko vladavine.
Metternich, ki je virtuozno obvladal umetnost človeških odnosov znotraj svojega stanu in kronanih glav, ni imel občutka za vodenje množic. Zanj poravnava med konservatizmom in revolucijo ni bila možna (razen v izjemnih zgodovinskih okoliščinah, kot npr. v Angliji). V liberalnih idejah je videl polno med seboj nezdružljivih nasprotij, kompromis, ki trajno ne more biti vzdržen. Kot duhovno silo v podporo obstoječemu redu je videl katolicizem. Zato je tudi močno omilil jožefinske cerkvene reforme, čeprav leta 1816 ni uspel s konkordatom. V zunanji politiki se je zavzemal za evropsko ravnotežje v obliki pentarhije (Velika Britanija, Francija, Rusija, Avstrija, Prusija). V Nemčiji je vodil spravljivo politiko do Prusije, tesnejša organiziranost Nemške zveze pa se mu je zdela nemogoča.

## Narodnostno prebujanje v predmarčnem času
Marca 1835 je umrl cesar Franc. Po njegovi zadnji želji, vplivani po Metternichu, ga je nasledil umsko povsem nepomembni najstarejši sin Ferdinand I. Ker se najvplivnejša dunajska državnika Metternich in Kolovrat nikakor nista mogla uskladiti, je vodenje države prevzeldržavni svet pod predsedstvom cesarjevega strica Ludvika (najmlajšega brata umrlega cesarja), ki sta ga spoštovala oba nasprotujoča si državnika. Stalni član sveta je bil tudi cesarjev mlajši brat Franc Karel, katerega temperamentna in častihlepna žena Zofija (mati kasnejšega cesarja Franca Jožefa) je bila odločna nasprotnica Metternicha. Češki grof Kolovrat, ki je bil finančni minister, je večinoma skrbel za notranje zadeve, Metternich pa slej ko prej za zunanjo politiko.
Dušenje narodnostnih teženj v predmarčnem času je povsod po cesarstvu vzpodbujalo nastajanje državi sovražnih političnih gibanj. V Italiji je bila želja po neodvisnosti največja v Lombardiji, nekoliko šibkejša v Benečiji. Habsburški gospodarji so imeli podporo ljudstva le v Toskani, zaradi uspešne gospodarske politike.
Habsburška oblast je bila, zaradi gospodarskih ukrepov, ki jih je vpeljala, bolj priljubljena kot domače plemstvo tudi v Galiciji. Upor plemstva februarja 1846 so poljski in ukrajinski kmetje zaustavili že pred prispetjem avstrijskih čet. Posledična aneksija svobodne državice Krakov (ob soglasju Prusije in Rusije) pa je pustila v poljskem občutju globoko bolečino.
Z narodnostnim zavedanjem so se poti na Češkem živečih Čehov in Nemcev vse bolj ločevale. Čehi so si želeli samostojno državo, ki so jo izgubili med tridesetletno vojno. Na Madžarskem pa so bili madžarski Nemci tisti, ki so najbolj odločno zahtevali svojo državo, ki naj bi obsegala vse dežele Štefanove krone (tudi Solnograško in dežele južnih Slovanov). Njihovi želji je bilo nasprotno ilirsko gibanje, ki ga je najbolj propagiral Ljudevit Gaj, ki se je zavzemal tudi za enoten južnoslovanski jezik. Kasneje so ilirskemu gibanju najbolj nasprotovali Hrvati, ki so se bali prevlade pravoslavnih Srbov in pred njimi, tako kot pred Madžari, iskali zaslombo na Dunaju.
Na Slovenskem je imelo narodnostno prebujenje več duhovnih središč. Narodni buditelj Janez Bleiweis se je v Kmetijskih in rokodelskih novicah, ki jih je začel izdajati leta 1843, zavzemal za enakopravnost slovenščine v šolah in državnih uradih. Za slovenske šole si je prizadeval tudi lavantinski škof Anton Martin Slomšek, ki je s premestitvijo škofije v Maribor (1859) v njenem okviru združil skoraj vse štajerske Slovence. Na njegovo pobudo sta duhovnik in publicist iz Roža Andrej Einspieler in slavist Anton Janežič leta 1851 v Celovcu ustanovila prvo slovensko založbo, Družbo sv. Mohorja, okrog katere se je razvil center slovenskega narodnega prebujanja na Koroškem. Najtrdnejši program pa je postavil krog Franceta Prešerna in njegovih prijateljev (Matija Čop, Andrej Smole), ki ga je pesnik jasno izrazil v Zdravljici: popolna neodvisnost slovenskega naroda, lastna slovenska oblast, enakopravnost in svoboda vseh narodov.
Najbolj pa je bila liberalno-demokratska miselnost razširjena med močnim meščanstvom nemško-avstrijskih alpskih in obdonavskih dežel.

## Revolucionarno leto 1848
Leto prej je bila katastrofalna letina. V cesarstvu je vladalo krizno razpoloženje.
Poročilo o pariški februarski revoluciji je sprožilo na Madžarskem in na Dunaju zahtevo po predstavniški ustavi po zahodnem vzoru. Na Dunaju so bili najglasnejši študentje. Ko se dvor in parlament nista odzvala na njihove zahteve, se je 13. marca v dunajski Herrengaße (Gosposka ulica) zbrala množica ljudi, ki so vdrli na hodnike dvorne palače. Vojska je dobila ukaz, da izprazni Herrengaße. Nepremišljen ukaz za streljanje je pustil za sabo veliko mrtvih. Nemiri so izbruhnili po vsem mestu (barikade, požiganje tovarn, vdori v policijske postaje, linčanje nekaterih uradnikov). Dvor se je želel prikupiti demonstrantom, odpustili so najbolj osovražene uradnike, najprej Metternicha, potem župana, policijskega ministra. Liberalni meščani so ustanovili narodno gardo, študentje akademsko legijo.
Nemiri na Dunaju so bili siloviti a omejeni samo na mesto. Veliko večje razsežnosti je zavzel upor v Lombardiji-Benečiji, potem ko je na čelo upornikov stopil savojsko-sardinski kralj Karel Albert in z vojsko prekoračil lombardsko mejo. 6. maja ga je pri Santa Luciji zaustavil feldmaršal Radetzky. Na Češkem je revolucionarna gibanja hromilo nasprotje med Čehi in Nemci. Madžari so na miren način sestavili novo plemiško vlado pod vodstvom grofa Ludvika Batthyányja, v kateri je imel največ besede madžarski borec za svobodo Lajos Kossuth. Madžarskim prizadevanjem za samostojnost pa so se postavili po robu južnomadžarski Srbi in hrvaški ban grof Josip Jelačić.
Tudi v Ljubljani so 16. marca izbruhnile demonstracije, med katerimi so demonstranti rušili mitnice in druga osovražena znamenja oblasti; kmetje so po Slovenskem napadali gradove, da je oblast poslala vojsko in uvedla obsedeno stanje. Dunajski Slovenci so 20. aprila v svojem novem društvu Slovenija sestavili prvi celostni slovenski narodni program Zedinjena Slovenija, v katerem so zahtevali združitev vseh Slovencev v kraljestvu "Slovenija", ki naj bi bilo sestavni del avstrijskega in ne (tedaj od dela politike načrtovanega) nemškega cesarstva; za slovenski jezik so zahtevali iste pravice, kot jih ima nemščina v nemških deželah.
Na Dunaju je prišlo do reorganizacije v državni upravi. Dvorne pisarne in državni svet so zamenjala ministrstva in ministrski svet. Menjavali so se ministri, predlagana je bila t. i. "aprilska ustava", ki pa je bila premalo demokratična, vključevala je le bogate. 15. maja, potem ko so izpred dvorne palače umaknili vojaško zaščito, so revolucionarni Dunajčani z odločno peticijo izsilili umik aprilske ustave in pristanek na splošno in enako volilno pravico.
Cesar je na skrivaj zapustil Dunaj in se umaknil v Innsbruck, kjer je bil z navdušenjem sprejet. Avtoriteto v glavnem mestu je prevzel dvajsetčlanski varnostni odbor pod vodstvom dr. Adolfa Fischhofa (ki pa ni bil kos krvavim nemirom, ki so avgusta izbruhnili med mestnimi narodnimi gardami in razburjenimi delavci, ki so jim znižali mezde). 19. julija je bila sestavljena nova, bolj demokratična vlada. Sklican je bil ustavodajni državni zbor iz predstavnikov nacionalnih in političnih usmeritev. Državni zbor je 7. septembra sprejel predlog o zemljiški odvezi na državnih fevdih.

Med tem se je dvor vrnil na Dunaj. Knez Alfred Windischgrätz je zavzel Prago, kjer je 12. junija izbruhnila vstaja, in pomagal reakciji k zmagi na Češkem. Radetzky je z zmago pri Custozzi (25. julij) spet zavzel Milano. S kraljevino Sardinijo je bilo sklenjeno premirje. Na Dunaju, kjer se je revolucionarno navdušenje premožnega meščanstva nekoliko poleglo, je prevladalo domoljubno občutje: Franz Grillparzer je napisal odo Radetzkemu (nem. An Radetzky), Johann Strauss starejši, je skomponiral koračnico Radetzkega (Radetzkymarsch).
Že je izgledalo, da je revolucija končana, ko so dogodki na Madžarskem povzročili njen najsilovitejši izbruh. Hrvaški ban Jelačić je (potem ko se je dvor v sporu med budimpeštansko vlado in Hrvati odločil zanj) sredi septembra začel pohod nad Budimpešto, da bi tam vrnil na oblast staro plemiško vlado dunajskih pristašev. Po začetnih uspehih so ga Madžari potisnili nazaj proti avstrijski meji in se z zahtevo po samostojnosti obrnili na dunajski državni zbor, kjer jih je slovanska večina zavrnila. Revolucionarni Dunajčani pa so bili na strani Madžarov. 8. oktobra je prišlo do krvave sprostitve napetosti:
Bataljon grenadirjev, rekrutiranih pretežno v Zgornji Avstriji, bi moral oditi z Dunaja na Madžarsko. Del vojakov se je uprl, vmešale so se predmestne garde in akademska legija; ulični boji so se razplamteli po vsem mestu, premagane so bile tudi monarhistično usmerjene mestne garde, napadena dvorna orožarna in vojno ministrstvo, vojni minister je bil linčan. Dvor in vlada sta se umaknila v Olomuc, državni zbor se je preselil v majhno moravsko mestece Kroměříž. 20. oktobra sta Windischgrätz in Jelačić začela obstreljevati mesto, 31. oktobra je mesto padlo. Sledilo je brezobzirno preganjanje pomembnih predstavnikov revolucije, mnogi so bili umorjeni, večina pa jih je zbežala.
Windischgrätzov svak, knez Felix Schwarzenberg je sestavil novo konservativno vlado, v kateri je zbral kar nekaj sposobnih ljudi. Spreobrnjeni revolucionar Alexander Bach je prevzel pravosodno ministrstvo. Z ustno opredelitvijo za ustavno monarhijo je Schwarzenberg 27. novembra 1848 predstavil svoj ministrski svet državnemu zboru v Kroměřížu.
Položaju nedorasli cesar Ferdinand I. se je pustil prepričati in se je odpovedal prestolu. Njegov brat nadvojvoda Franc Karel je (po nasvetu žene Zofije) krono prepustil svojemu osemnajstletnemu sinu Francu Jožefu, ki je potem vladal 68 let. Revolucija je tako pripeljala na oblast spet konservativne kroge, ki so dokaj neovirano več kot desetletje krojili politično usmeritev države.

## Zadušitev madžarske vstaje. Zmage Radetzkega v Italiji
Decembra je avstrijska vojska začela pohod nad Madžarsko. Windischgrätz je prodrl že do Tise, ko je sposobni madžarski general Artur Görgey povedel revolucionarno armado v protinapad. Madžarski državni zbor je aprila 1849 razglasil neodvisnost in republiko in za državnega namestnika izvolil Lajosa Kossutha. Maja 1849 se je Franc Jožef na obisku pri carju Nikolaju I. dogovoril za rusko pomoč. Na novo formirana avstrijska armada, Rusi preko Karpatov in Hrvati z juga so skupaj napadli in Artur Görgey je 13. avgusta kapituliral. Madžare so za upor strogo kaznovali in jim odvzeli vse tradicionalne državne pravice. Po obsodbah vojaškega sodišča so v sedmograškem Aradu usmrtili nad 100 voditeljev upora. Istega dne so v Pešti ustrelili tudi nekdanjega ogrskega ministrskega predsednika Lajosa Batthyányja. Ta rana se pozneje nikoli ni do konca zacelila in cesar na Dunaju je bil osovražen bolj kot kadar koli prej. Deželo, od katere so odcepili Sedmograško, Hrvaško-Slavonijo in Vojvodino, so razdelili v pet okrožij in ji odvzeli samoupravo. V upravi so zaposlovali pretežno nemške in češke uradnike.
V Italiji je feldmaršal Radetzky v bitkah pri Mortari (21. marec 1849) in Novari (23. marec 1849) premagal sardinskega kralja Karla Alberta. Zadnji upor v Italiji je bil strt, ko so 22. avgusta 1849 kapitulirale Benetke.

## Neoabsolutizem
Med tem je bil 7. marca 1849 razpuščen državni zbor v Kroměřížu, ki je pred tem po temeljiti razpravi med nemškimi in slovanskimi predstavniki in več zavrnjenih predlogih dosegel soglasje ob osnutku ustave nemško-šlezijskega predstavnika Kajetana Mayerja. To je bil prvi in zadnji osnutek, ki je imel podporo vseh nemadžarskih narodnosti in bi bil dobra ustavna oblika sožitja narodov vsaj zahodnega dela monarhije. Vendar ga je Schwarzenberg ignoriral in razglasil oktroirano ustavo, ki pa je tudi bila samo na papirju, saj ni bil državni zbor nikdar sklican. Zaživel je posvetovalni državni svet iz imenovanih članov, ki ni zasedal javno.
Ministrska ekipa, ki je prevzela absolutistično oblast po revoluciji, je bila aktivnejša od one pred letom 1848. Izdelala je učinkovit centralistični upravni sistem. Okrožja je politično in sodno razdelila na okraje in upravljanje, kot podaljšek državne in deželne oblasti, razčlenila naprej vse do občin; na položaje je imenovala svoje ljudi; okrepila je policijo z novimi izvršilnimi enotami in ji dala tudi nove zakonske možnosti za posredovanje (odprava tiskovne svobode, prepoved političnih društev, poostrene kazni za politične zločine); odpravila je vmesne carine proti Madžarski; vpeljala je zemljiški davek in davek na dohodek; reorganizirala je šolstvo. S cesarskim patentom (november 1855) je na novo uredila odnose s katoliško cerkvijo (odstranitev zadnjih ostankov jožefinskih ukrepov, ukinjen nadzor vladarja nad cerkvenimi objavami, verski fondi prepuščeni cerkvi, sklepanje zakonskih zvez in sodbe v zvezi z njimi urejeni povsem po katoliško, vpeljan katoliško-verski vzgojni sistem). Liberalni krogi so ostro odklanjali takšno podrejanje cerkvi, pa tudi cerkvi se je kasneje prevelika povezanost z absolutistično državo maščevala.
Ta način vladanja, imenovan tudi Bachov absolutizem (po notranjem ministru Alexandru Bachu, ki je to politiko nadaljeval tudi po smrti ministrskega predsednika Schwarzenberga), je imel izrazito nemško obeležje, edini uradni jezik je bila nemščina, tudi na Madžarskem in Hrvaškem. Onemogočal je domala vsako politično delovanje. Na Slovenskem je to pomenilo tudi zatrtje kulturnega delovanja in izhajanja časopisja (ostale so le Bleiweisove Novice).

## Konec zavezništva z Rusijo in Prusijo. Izguba Italije
Aprila 1852 je knez Felix Schwarzenberg umrl in vodenje vlade je prevzel Franc Jožef osebno; zunanji minister je postal grof Karel Ferdinand von Buol-Schauenstein. Razmere na Balkanu so začele zapletati odnose z Rusi, ko so Avstrijci priskočili na pomoč črnogorskemu knezu Danilu I. Petroviću Njegošu v boju proti Turkom in s tem posegli v pravoslavno interesno območje Rusov. Odnosi so se še poslabšali, ko je Avstrija, ki je bila v krimski vojni nevtralna, vendarle posredno sodelovala v njej in je s svojimi četami vezala del ruske vojske v Moldaviji in Vlaški ter deželi, potem ko ju je ruska vojska zapustila, tudi začasno zasedla. Tudi na mirovnih pogovorih v Parizu, ki so sledili (marec 1856), ni bila na strani Rusov, kar so ti sprejeli kot izdajo, saj so malo prej pomagali Francu Jožefu obvladati Madžare. Ker se je v pruski diplomaciji že poznal vpliv  Otta Bismarcka, je bilo sodelovanja treh konservativnih monarhij (in s tem relativne zunanjepolitične varnosti za Habsburžane) konec.
Na zahodu je francoski cesar Napoleon III. začel obračati italijansko prizadevanje po združitvi sebi v prid. V tajnih pogovorih (julij 1858) je obljubil sardinskemu ministrskemu predsedniku grofu Cavourju vojaško podporo pri združitvi Italije. Avstrija se je v razmerah, ko ni mogla pričakovati nobene pomoči, pustila s Cavourjevimi diplomatskimi manevri zvabiti v vojno, ki jo je celo sama napovedala in prva napadla. Sardinska in francoska vojska sta 4. junija 1859 Avstrijce premagali v bitki pri Magenti. Avstrijci so se umaknili za reko Minico in po prispetju okrepitev poskusili s ponovnim napadom, vendar so tudi krvavo bitko pri Solferinu (24. junij) izgubili. Po premirju v Villafranci in miru v Zürichu (november 1859) so morali Lombardijo (razen Mantove in Peschiere del Garda) prepustiti Italijanom. Tudi Modena in Toskana sta se po ljudskem referendumu odločili za priključitev kraljevini Sardiniji, ki je kmalu zasedla še Romagno. Po Garibaldijevi akciji proti Burbonom je prišlo do združitve Italije pod savojsko dinastijo, Napoleon pa si je za sodelovanje vzel Savojo in Nico. (Že tedaj je bilo jasno, da se bo italijanski nacionalni državi kmalu priključila tudi Benečija.)

## Iskanje primerne ustavne ureditve
Poraz na bojišču je pripeljal do zamenjave dunajske vodilne garniture. Dva od novih ministrov, poljski grof Agenor Goluchowski (notanji minister) in avstrijski grof Leo von Thun (šolstvo) sta bila politično naklonjena Slovanom, kar je povzročilo nezaupanje pri nemških Avstrijcih. Nacionalni spor se jezačel zaostrovati. Cesar je šel Madžarom nekoliko nasproti, ne nazadnje zaradi svoje, Madžarom posebej naklonjene, soproge Elizabete. Delitev Madžarske na pet okrožij je bila odpravljena, spet so dobili lokalno samoupravo. Predvsem pa je postajalo vse bolj očitno, da bodo ustavne reforme potrebne tudi v avstrijskem delu cesarstva; vlada je leta 1860 izdala "oktobrsko diplomo" in leta 1861 "februarski patent", dva poskusa vpeljave več federalizma in liberalno-demokratskih konceptov v vladanje: vpeljan je bil državni zbor, v katerega so bili vključeni predstavniki vseh dežel (tudi dežel Štefanove krone) in ki se je ukvarjal predvsem z zakonodajo za fiskalne in vojaške zadeve; za vse ostale sektorje javnega življenja so bili odgovorni deželni zbori z razmeroma širokimi pristojnostmi. V državnem zboru so bili zastopani tako narodi kot politične usmerjenosti, vendar bi o demokraciji težko govorili, ker je bila volilna pravica vezana na posest in je šlo tako za demokracijo znotraj plemiškega sloja. Madžarom in liberalnim Nemcem na Madžarskem se je zdelo, da nova ureditev na upošteva dovolj njihovega posebnega položaja v monarhiji, pa tudi direktne odvisnosti Sedmograške, Hrvaške in Slavonije od Dunaja niso mogli sprejeti, zato so ustavo odklonili.
Na Slovenskem so v nekoliko bolj sproščenem ozračju nastale leta 1861 prve slovenske čitalnice v Trstu, Mariboru in Celju, do leta 1869 jih je bilo že 57. Leta 1863 je začel Miroslav Vilhar izdajati Naprej, isto leto je bil ustanovljen Južni sokol, leto pozneje Slovenska matica, leta 1865 je začel Andrej Einspieler v Celovcu tiskati Slovenca.
Iskanje novih ustavnih rešitev je leta 1863 prekinila vojna za Schleswig-Hollstein.

## Nemška vojna. Ločitev od Nemčije
V zveznem zboru Nemške zveze so v Frankfurtu potekale ognjevite razprave med velikonemci, ki so želeli vzpostaviti zvezne institucije, in malonemci, ki so se zavzemali za zvezo v ožjem obsegu, brez avstrijskih nemških dežel, vendar vključno s Saško in Bavarsko, ki pa sta se bali, da bi jima Prusija, ki bi vodila takšno zvezo, odvzela samostojnost. S prihodom Otta von Bismarcka na mesto pruskega ministrskega predsednika (1862) so postajali malonemci vse agresivnejši. Bismarck je odklonil avstrijski predlog, da bi ustanovili peterni direktorij pod predsedovanjem Avstrije, zvezno sodišče in zvezni svet z izvršnimi pooblastili. Namesto tega je predlagal nemško zastopstvo na osnovi neposrednih volitev, kar za narodnostno neenotno Avstrijo ni bilo sprejemljivo. Leta 1863 je prišlo (ob danskem kršenju določil londonskega sporazuma iz leta 1852 v pretežno nemško naseljenih vojvodinah Schleswig in Hollstein) do nesoglasij in potem še do vojne med Prusijo, severnimi nemškim državicami in Italijo na eni ter Avstrijo in pretežnim delom članic Nemške zveze na drugi strani, ki so jo slednje v odločilni bitki pri Hradec Královém (julij 1866) dokaj gladko izgubile. Z mirom v Pragi (avgust 1866) je bila Nemška zveza razpuščena in ustanovljena je bila Severnonemška zveza pod vodstvom Prusije; Prusija je poleg Schleswiga in Hollsteina dobila še Hannover, Hessen, Nassau in Frankfurt na Majni in s tem ustvarila povezavo s svojimi obrenskimi ozemlji. Kljub zmagi v bitki pri Custozzi (junij 1866) in blesteči zmagi admirala Wilhelma von Tegetthoffa (julij 1866) nad močnejšim italijanskim ladjevjem pri Visu, je morala Avstrija Italiji prepustiti Benečijo.

## Poravnava z Madžari. Preoblikovanje cesarstva v Avstro-ogrsko monarhijo
V začetku leta 1867 je prevzel vodstvo vlade v Avstriji grof Friedrich Ferdinand von Beust. Ta se je dobro ujel v pogajanjih z grofom Gyulo Andrássyjem, madžarskim povratnikom iz pariškega izgnanstva, ki je ob liberalnem politiku Ferencu Deáku prišel na vrh madžarskega vodstva. Madžarska politika sta sprevidela, da bodo Madžari svojo željo po vodenju vseh dežel Štefanove krone lahko uveljavili le v sklopu avstrijske monarhije in da morajo zato nekoliko popustiti pri svojih demokratičnih zahtevah iz leta 1848. Pogajalci so našli sprejemljive rešitve in ko je Franc Jožef dal soglasje k medsebojnemu dogovoru politikov, je bila poravnava (nagodba) med Madžari in Avstrijci zagotovljena, kljub nasprotovanju slovanskih skupnosti, katerih zahteve o enakopravnosti narodov so bile v celoti ignorirane. Deák je zagotovil večino v madžarskem državnem zboru. Šele koncem leta 1867 sta poravnavo sprejela tudi oba doma (avstrijskega državnega zbora (Reichsrat), skupaj s temeljnimi zakoni, ki so veljali za avstrijski del monarhije in so tvorili avstrijsko "decembrsko ustavo".
Osnova novega ustavnega zakona je bila pragmatična sankcija, kot edini starejši, tudi z madžarske strani zavezujoči, državni zakon. Poleg osebe vladarja, so bile skupne še zunanjepolitične, vojaške in vojne zadeve in finančne zadeve, v kolikor so se nanašale na kritje stroškov skupnih zadev. Ustrezno so bila ustanovljena tri k. u. k. (kaiserliche und königliche) ministrstva: zunanje, vojno in finančno. Ministri so bili odgovorni delegacijama s po 60 člani, ki sta bili izvoljeni vsaka od svojega državnega zbora in sta praviloma zasedali ločeno. Zaključki delegacij so morali biti usklajeni in so po cesarjevi potrditvi postali zakon. Velik problem so bila vedno finančna določila (delitev državnih dolgov, carine, indirektni davki, vprašanja valute in narodne banke, mejne železnice) in delitev stroškov skupnih zadev, pri čemer je Madžarska vedno plačevala manjši del stroškov, leta 1867 npr. 30 %.
Odpadla je madžarska meja. Zunanjo mejo je prevzela vojska k. u. k.; poleg nje je obstajal še avstrijski Landwehr in madžarski Honvéd, deželni vojski. Kraljevina Hrvaška in Slavonija, katere razmerje do Madžarske je določala posebna poravnava, je dobila avtonomijo znotraj Madžarske, ki je obsegala upravljanje, sodstvo, kulturo in šolstvo. Nereguliran je bil položaj Dalmacije, ki je prišla leta 1797 oz. 1815 pod Avstrijo in je ostala pod avstrijsko upravo tudi po letu 1867, a sta jo Madžarska in Hrvaška odločno zahtevali zase.
Po letu 1867 se je ima Avstrija uradno pojavljalo samo še v nazivu vladavine in vladarja, "Avstro-ogrska monarhija" in "cesar Avstrije in kralj Ogrske".Sicer pa je bilo govora o "kraljestvih in deželah, zastopanih v reichsratu", kadar je šlo za avstrijski del monarhije, in o "deželah ogrske krone", kadar je šlo za madžarski (ogrski) del monarhije.
"Dvojna monarhija" je Habsburžanom ohranila vladavino in zagotovila manjšinskima narodoma, nemškemu in madžarskemu, prevladujoč položaj v njej. Slovanski narodi nikdar niso dosegli obljubljene jim narodnostne enakopravnosti in svobodnega strankarskega in društvenega življenja, kar je nazadnje prispevalo tudi k razpadu monarhije.